# (13200) Romagnani
(13200) Romagnani (1997 EQ40) – planetoida z pasa głównego asteroid okrążająca Słońce w ciągu 4,08 lat w średniej odległości 2,55 j.a. Odkryta 13 marca 1997 roku.